# P・G・ウッドハウス
ペルハム・グレンヴィル・ウッドハウス（Pelham Grenville Wodehouse, 1881年10月15日 - 1975年2月14日）は、イギリスの小説家。ユーモア小説の大家として知られる。

## 生涯
1881年ロンドン近郊サリーのギルフォードに生まれる。父は当時イギリス領であった香港の役人で、幼少のころは香港で育った。その後はイギリスにいた何人かのおじ・おばの家で暮らした。その頃は行動をたいへん規制されていたらしく、後年の作品ではおば一般を「怖ろしい存在」として描いている。
ダリッジ・カレッジで学び、オックスフォード大学への進学を希望するものの経済的理由で断念し、1901年に香港上海銀行ロンドン支店に就職する。1902年9月に小説『賞金ハンター』を発表、翌1903年に銀行を退職し、本格的に小説家活動を始める。その後も数々のユーモア小説を発表し、徐々に作家としての地位を築いていった。1909年に拠点をアメリカに移し、ウッドハウスはその後生涯のほとんどをニューヨークで過ごし、1955年にはアメリカに帰化している。
第二次世界大戦中、旅行先のフランスでナチス・ドイツ軍に捕らえられ、ナチスが米英へ向けて放送していたラジオ声明に出演させられたことがある。敵国ドイツとの内通者として激しく攻撃された、イギリス国内から激しい非難を受けたが、この放送は、全くのでっちあげで、アメリカ人記者「カサンドラ」ことウィリアム・コナー(1909～1967)がウッドハウスを攻撃する放送原稿を書いたのであった。戦後、彼はあやまちを認め、ウッドハウスに謝罪した。
1975年1月、イギリス女王エリザベス2世からナイトの称号を与えられたが、翌月に死去した。93歳。

## 作品リスト

### 主要な日本語訳
※主に入手容易な版
ウッドハウス・コレクション（森村たまき訳、国書刊行会）
- 比類なきジーヴス The Inimitable Jeeves （2005年2月）
- よしきた、ジーヴス Right Ho, Jeeves （2005年6月）
- それゆけ、ジーヴス Carry On, Jeeves （2005年10月）
- ウースター家の掟 The Code of the Woosters （2006年3月）
- でかした、ジーヴス Very Good, Jeeves! （2006年7月）
- サンキュー、ジーヴス Thank You, Jeeves （2006年11月）
- ジーヴスと朝のよろこび Joy in the Morning （2007年4月）
- ジーヴスと恋の季節 The Mating Season （2007年12月）
- ジーヴスと封建精神 Jeeves and the Feudal Spirit （2008年9月）
- ジーヴスの帰還 Jeeves in the Offing （2009年8月）
- がんばれ、ジーヴス Stiff Upper Lip, Jeeves （2010年5月）
- お呼びだ、ジーヴス Ring for Jeeves (The Return of Jeeves （2011年1月）
- 感謝だ、ジーヴス Much Obliged, Jeeves （2011年7月）
- ジーヴスとねこさらい Aunts Aren't Gentleman （2012年1月）

ウッドハウス・スペシャル（森村たまき訳、国書刊行会）
- ブランディングズ城の夏の稲妻 Summer Lightning （2007年9月）
- エッグ氏、ビーン氏、クランペット氏 Eggs, Beans and Crumpets （2008年4月）
- ブランディングズ城は荒れ模様 Heavy Weather （2009年2月）

P・G・ウッドハウス選集（岩永正勝 / 小山太一訳、文藝春秋）
1. ジーヴズの事件簿 The Casebook of Jeeves （2005年5月）
  - ジーヴズの事件簿 才智縦横の巻／ジーヴズの事件簿 大胆不敵の巻（※文庫分冊、2011年5月）

2. エムズワース卿の受難録 The Misgivings of Lord Emsworth （2005年12月／文春文庫 2012年8月）
3. マリナー氏の冒険譚 The Exploits of the Mulliners （2007年7月）
4. ユークリッジの商売道 The Enterprises of Ukridge （2008年12月）
5. ドローンズ・クラブの英傑伝 The Heroes of the Drones Club （文春文庫、2011年8月）

- P・G・ウッドハウスの笑うゴルファー（2009年4月、岩永正勝 / 坂梨健史郎訳、集英社）

### テレビシリーズ
- 天才執事ジーヴス 4シーズン Jeeves and Wooster - 原作・日本語DVDあり

### 映画
- 踊る騎士（ナイト）A DAMSEL IN DISTRESS 1937  -　脚本担当